# Báculo pastoral

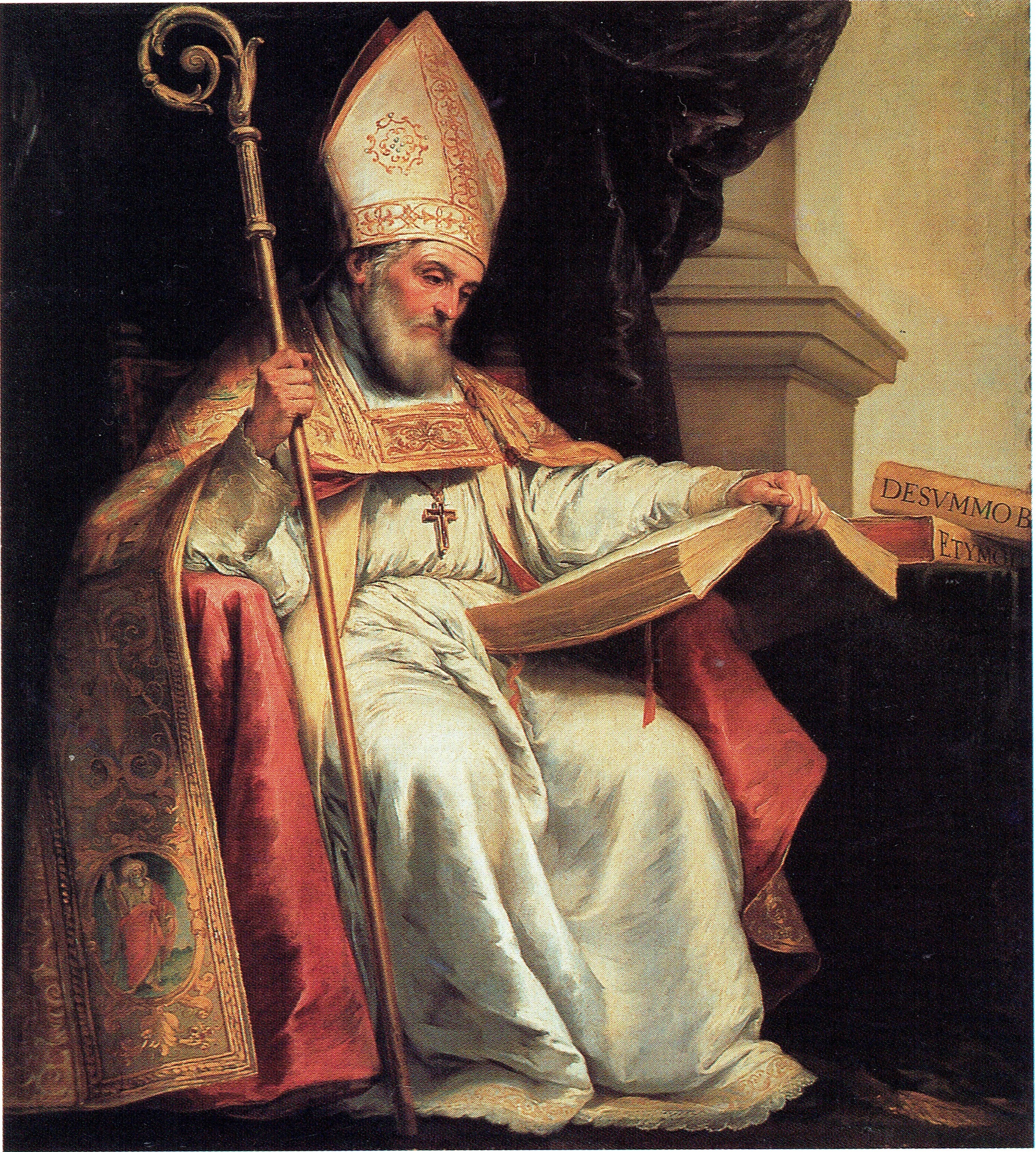
Isidoro de Sevilla con báculo (Bartolomé Esteban Murillo)

El báculo pastoral o simplemente pastoral es un cayado que llevan los obispos como signo de su función pastoral y que se le entrega en su consagración.
El pastoral viene usándose como distintivo del oficio de los obispos desde el siglo VII, por lo menos, en España, como consta por testimonios de san Isidoro; pero es creíble que ya desde el siglo IV lo llevaran algunos obispos con dicho significado, según lo manifiesta algún texto de escritores de la época.[cita requerida] Su material de fabricación ha sido la madera, el marfil, el hierro, el bronce, la plata y el oro y con frecuencia se hallan ejemplares adornados con los más exquisitos detalles del arte, conservándose algunos desde el siglo XI y muy preciosos desde el XIII. Constan por lo común de dos partes distintas y separables, que a menudo son de material diferente una de la otra, a saber:
- El palo o asta.
- El cayado o voluta, que lleva en su base un nudo esférico o prismático.

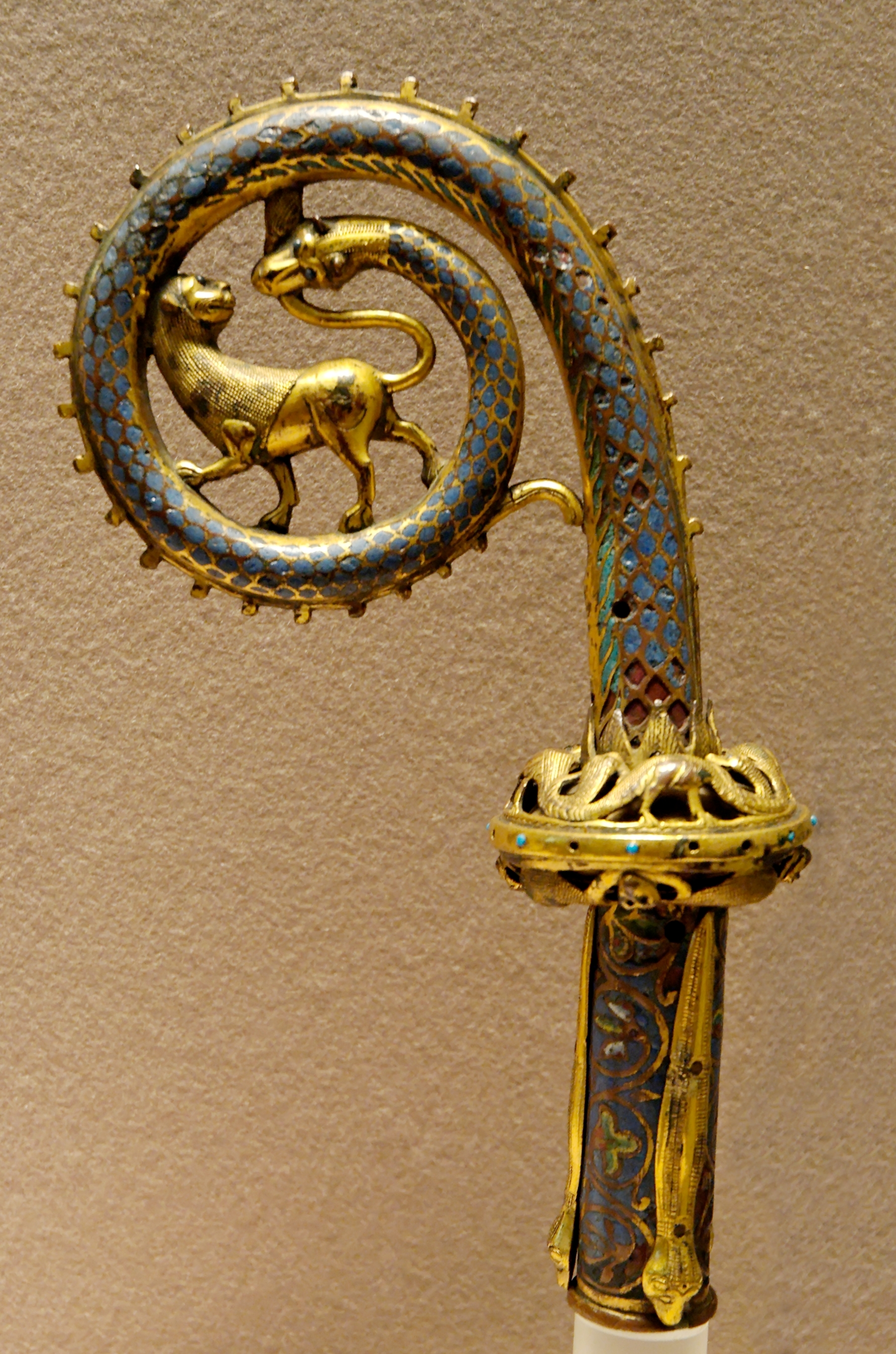
Detalle de voluta con forma de serpiente

Toda esta segunda parte que siempre se decora más que el asta, suele llevar, desde el siglo XII, figuras emblemáticas o iconísticas, sobre todo, en medio de la voluta. El báculo del papa (férula papal) termina en un crucifijo. En cuanto al uso del báculo, es usado por los obispos durante las Misas y otros oficios solemnes que presiden. Los abades mitrados lo llevan habitualmente menos ornamentado que los obispos y con un corto velo suspendido del nudo. Los obispos de rito griego sustituyen la voluta por un travesaño en forma de T adornada y decoran el asta con nudos artísticos y otras labores.
También se entrega un báculo a los abades en su investidura, como distintivo de su función. Asimismo, en las catedrales, los obispos diocesanos, pueden ceder su báculo a otro obispo que presida misa (principalmente el nuncio apostólico o algún otro dignatario de la Santa Sede), aunque en algunas ocasiones, suele traer su propio báculo, habiendo uno de madera y otro de metal. Sin embargo, cuando un nuevo obispo realiza toma de posesión canónica, el Saliente llega con el resto de los celebrantes a su sede en la catedral diocesana, una vez finalizada la Lectura de las Letras Apostólicas y firmada el Acta, por parte del nuncio apostólico, el obispo Entrante, su símil saliente y el presidente de la Conferencia Episcopal, el obispo Entrante recibe de manos del Saliente el báculo pastoral y prosigue con la celebración eucarística. Además, una vez fallecido el obispo, en la misa fúnebre, se pone encima de su féretro el báculo pastoral, junto al resto de los ornamentos y el libro de los Evangelios.